# Période ayyoubide de l'Égypte
On nomme période Ayyoubide la période qui s'étend de 1171 à 1250 où la dynastie des Ayyoubides régna sur l'Égypte.

## Histoire
À la mort du calife fatimide Al ‘Adid, Saladin s'empare de son palais. Saladin veut en apparence éliminer le califat fatimide chiite et revenir à un État abbasside sunnite mais cherche surtout à rendre l'Égypte indépendante pour y installer sa propre dynastie. C'est la fin de la période fatimide de l'Égypte.
L'Égypte devient un sultanat et est dirigée par :
- 1171 - 1193 : Al-Malik an-Nâsir Salah ad-Dîn Yûsuf (Saladin) ;
- 1193 - 1198 : Al-Malik al-`Azîz `Imâd ad-Dîn `Uthmân ;
- 1198 - 1200 : Al-Malik al-Mansûr Nâsir ad-Dîn ;
- 1200 - 1218 : Al-Malik al-`Adil Ier Sayf ad-Dîn (Safadin) ;
- 1218 - 1238 : Al-Malik al-Kamil Ier Nâsir ad-Dîn (Meledin) ;
- 1238 - 1240 : Al-Malik al-`Adil II Sayf ad-Dîn (Safadin II) ;
- 1240 - 1249 : Al-Malik as-Sâlih Najm ad-Dîn Ayyûb ;
- 1249 - 1250 (assassiné après deux mois) : Al-Malik al-Mu`azzam Tûrân Châh (Turquemin);
- 1250 - 1257 :  Chajar ad-Durr (seule femme proclamée sultan).
- 1250 - (1252 nominalement[1]) - 1257 : Al-Malik al-Achraf Muzaffar ad-Dîn Mûsâ

Aux Ayyoubides succèdent en Égypte la période mamelouke de l'Égypte.